# Stifftia chrysantha
Stifftia chrysantha é uma árvore nativa do Brasil, não endêmica, popularmente conhecida como rabo-de-cotia.

## Distribuição geográfica
A Stifftia chrysantha ocorre nas regiões Norte no estado da Bahia; Sudeste nos estados de Rio de Janeiro, São Paulo e Minas Gerais e Sul no estado do Paraná no bioma de Mata Atlântica em vegetações do tipo Floresta Ombrófila.